# Георг фон Фрауенфельд
Георг фон Фрауенфельд (нім. Georg Ritter von Frauenfeld; 1807, Відень, Австрійська імперія —1873, Відень, Австро-Угорщина) — австрійський зоолог і ботанік.

## Життєпис
Георгу фон Фрауенфельду належить заслуга складання зібрання молюсків у австрійському Імператорському придворному кабінеті (нині — Віденський музей природознавства).
1851 року він заснував «Зоологічно-ботанічне товариство Австрії» (нім. Zoologisch-Botanische Gesellschaft).
У 1857—1859 роках Фрауенфельд взяв участь в австрійській навколосвітній експедиції Новари, під час якої проводив наукові дослідження в різних віддалених частинах планети і привіз до Відня безцінні біологічні колекції.

## Нагорода
- 1860: Орден Леопольда III класу і посвячення в лицарі,
- 1868: віце-президент і редактор видання «ТОВАРИСТВА З поширення нстественнонаукових знань» (Vereines zur Verbreitung naturwissenschaftlicher Kenntnisse), Відень.

## Твори (вибрані)
- Über eine neue Fliegengattung: Raymondia, aus der Familie der Coriaceen, nebst Beschreibung zweier Arten derselben, Sammelwerk-Sitzungsber. Akad. Wiss. Відень, Band 18 (1855)
- Die Algen der dalmatinischen Küste, mit 26 großformatigen Farbtafeln, Відень (1855)
- Reise von Shanghai bis Sidney auf der k. k. Fregatte Novara, Sammelwerk-Verhandlungen des Zoologisch-Botanischen Vereins in Wien, Відень, Band IX (1859)
- Notizen, gesammelt während meines Aufenthaltes auf Neuholland, Neuseeland und Taiti, bei der Fahrt Sr. Majestät Fregatte Novara in jenen Gewässern (Vorgetragen in der Sitzung vom 13. Oktober 1859), Sammelwerk-Sitzungsberichte der Mathematisch-Naturwissenschaftlichen Classe der Kaiserlichen Akademie der Wissenschaften, Band 138, Відень (1860)
- Zoologische Miscellen. XI.Sammelwerk-Verhandlungen der Zoologisch-Botanischen Gesellschaft in Wien, Band 17 (1867)
- Über Scenopinus und Platypeza, Sammelwerk-Verhandlungen des Zoologisch-Botanischen Vereins in Wien, Band 14 (1864)
- Eier in einem Australischen Farne, Sammelwerk-Verhandlungen des Zoologisch-Botanischen Vereins in Wien, Band 14 (1864)